# AC Horsens
O AC Horsens é um clube de futebol da Dinamarca. Ele está localizado em Horsens, uma cidade na região da Jutlândia. Fundado em 1994, quando o time Horsens fS absorveu outros 2 clubes locais.

## História
O clube surgiu quando  o time Horsens fS absorveu 2 times da região: o Dagnæs IF e B 1940. O novo time começou a jogar na Primeira Divisão dinamarquesa (segunda categoria do país) devido à quinta colocação do Horsens fS na temporada passada. Porém, o clube teve vários problemas no início e chegou a passar 2 temporadas na Segunda Divisão.
Na temporada 1997-98, o clube voltou à Primeira Divisão e começou a se firmar como um dos principais clubes de sua categoria, lutando pela promoção à Superliga dinamarquesa por 5 temporadas consecutivas. Ele finalmente seria promovido na temporada 2003-04, além de chegar às semifinais da Copa da Dinamarca.
No seu primeiro ano na Superliga dinamarquesa, o time caracterizou-se pelo seu jogo defensivo, tendo conseguido manter a categoria depois de terminar na décima posição, com um número recorde de empates (13 no total). Nas campanhas subsequentes, as contratações do time e mudanças no esquema de jogo fizeram com que o AC Horsens alcançasse sua melhor posição em 2008, com a quinta colocação. A equipe luta para se estabelecer na Superliga dinamarquesa.

## Uniforme
- 1º Uniforme: camiseta, calça e meia amarela.[2]

- 2º Uniforme: camisa cinza e preta, calça e meias pretas

## Estádio
O time manda seus jogos no Casa Arena Horsens. Tendo capacidade para 10 495 espectadores, sendo 7 500 lugares sentados, e grama natural.
O estádio também é usado para receber shows importantes. Entre os artistas que já se apresentaram estão Madonna, The Rolling Stones ou REM, entre outros.

## Elenco Atual
Atualizado em 28 de dezembro de 2020.
Nota: Bandeiras indicam equipe nacional, conforme definido pelas regras de elegibilidade da FIFA. Os jogadores podem ter mais de uma nacionalidade não-FIFA.
| N.º |             | Posição | Jogador             |
| --- | ----------- | ------- | ------------------- |
| 1   | Croácia     | G       | Matej Delač         |
| 2   | Dinamarca   | D       | Thor Lange          |
| 3   | Dinamarca   | D       | Magnus Jensen       |
| 4   | Dinamarca   | D       | Malte Kiilerich     |
| 5   | Dinamarca   | D       | Michael Lumb        |
| 7   | Islândia    | A       | Kjartan Finnbogason |
| 8   | Dinamarca   | M       | Bjarke Jacobsen     |
| 9   | Dinamarca   | M       | Louka Prip          |
| 10  | Ilhas Faroe | M       | Hállur Hánsson      |
| 11  | Dinamarca   | D       | Peter Nymann        |
| 12  | Dinamarca   | D       | Rune Frantsen       |
| 14  | Dinamarca   | M       | Jonas Gemmer        |
| 15  | Dinamarca   | D       | Jacob Buus          |
| 16  | Islândia    | A       | Ágúst Hlynsson      |

| N.º |                    | Posição | Jogador          |
| --- | ------------------ | ------- | ---------------- |
| 17  | Dinamarca          | A       | Casper Tengstedt |
| 18  | Macedónia do Norte | A       | Lirim Qamili     |
| 19  | Dinamarca          | M       | Jonas Thorsen    |
| 20  | Colômbia           | D       | Mikkel Qvist     |
| 21  | Gâmbia             | D       | James Gomez      |
| 22  | Estados Unidos     | G       | Mike Lansing     |
| 23  | Dinamarca          | M       | David Kruse      |
| 26  | Dinamarca          | D       | Mathias Madsen   |
| 29  | Dinamarca          | A       | Muamer Brajanac  |
| 30  | Dinamarca          | G       | Anders Hoff      |
| 31  | Dinamarca          | G       | Andreas Foged    |
| 33  | Dinamarca          | D       | Alexander Ludwig |
| 44  | Dinamarca          | A       | Brock-Madsen     |
| 79  | Dinamarca          | A       | Jannik Pohl      |

## Treinadores
- Per Bie (1994)
- Christian Møller (1994–96)
- Kim Poulsen (1996–97)
- Troels Bech (1998–99)
- Kim Poulsen (1999)
- Uffe Pedersen (1999–2001)
- Kent Nielsen (Julho 2001 – Dezembro 2008)
- Henrik Jensen (Janeiro–Junho 2009)
- Johnny Mølby (Julho 2009 – Junho 2014)
- Bo Henriksen (Julho 2014 – Agosto 2020)
- Jonas Dal (Ago 2020–)